# موريلو رانغيل
موريلو رانغيل هو لاعب كرة قدم برازيلي في مركز الوسط، ولد في 1 أغسطس 1991 في ليميرا في البرازيل. لعب مع نادي ليفربول.

## وصلات خارجية
- موريلو رانغيل على موقع قاعدة بيانات كرة القدم.إي يو (الإنجليزية)
- موريلو رانغيل على موقع Soccerway.com (الإنجليزية)